# Eques sagittarius
Die Eques sagittarius waren eine Truppengattung der römischen Armee in der Spätantike.
Übersetzt bedeutet der Begriff berittener Bogenschütze. Die normale Waffe der römischen Bogenschützen, sowohl der Infanterie- als auch der Kavallerieeinheiten, war der Kompositbogen, obwohl Vegetius empfahl, Rekruten mit „arcubus ligneis“ (mit Holzbögen) auszubilden, die in der nordeuropäischen Tradition hergestellt worden sein könnten. Es wird vermutet, dass die meisten römischen Kompositbögen asymmetrisch waren und der untere Bogenteil kürzer als der obere war.
Im 5. Jahrhundert gab es zahlreiche römische Kavallerieregimenter, die im Umgang mit dem Bogen als Ergänzung zu ihren Schwertern und Lanzen geschult waren, aber die sagittarii scheinen den Bogen eher als Hauptwaffe denn als ergänzende Waffe eingesetzt zu haben. Nach der Notitia Dignitatum befanden sich die meisten Einheiten der sagittarii, insbesondere die equites sagittarii, in Ostrom oder in Africa.